# Nikolaus Schulz-Dornburg
Nikolaus „Niko“ Schulz-Dornburg (* 1983 in München) ist ein deutscher Drehbuchautor.

## Leben und Wirken
Schulz-Dornburg absolvierte einen Bachelorstudiengang in Englischer Literatur, sowie Theater- und Filmwissenschaften an der University of Reading, im Anschluss erwarb er an der University of Bristol den Master of Arts im Fachbereich Film und Fernsehen. Während des Studiums sammelte er praktische Erfahrung am Schauspielhaus Zürich und dem Wiener Burgtheater.
Nach dem Studium arbeitete er mehrere Jahre in der Stoffentwicklung bei X Filme Creative Pool, ehe er 2015 an der Deutschen Film- und Fernsehakademie Berlin an einem Ausbildungsprogramm für Showrunner teilnahm. 2018 wurde die Webserie Just Push Abuba in der ZDFmediathek veröffentlicht, für diese Serie war Schulz-Dornburg als Headautor tätig, außerdem war er, neben Jana Burbach und Wiktor Piatkowski Creator der Serie. Im gleichen Jahr schrieb er die Drehbücher zu mehreren Folgen der TNT-Serie 4 Blocks und für die im Ersten ausgestrahlte Serie Die Heiland – Wir sind Anwalt. 2020 war er im Writersroom mit Tanja Bubbel, Christian Ditter und Johanna Thalmann für die für Netflix produzierte Serie Biohackers tätig, außerdem schrieb er zwei Folgen für die deutsch-tschechische Produktion Oktoberfest 1900.

## Filmografie (Auswahl)
- 2009: Lupo in New York (Kurzfilm)
- 2018: Just Push Abuba (Webserie)
- 2018: Die Heiland – Wir sind Anwalt (Fernsehserie, Folgen 1.01: In dubio pro reo und 1.02: Tödliche Tropfen)
- 2018–2019: 4 Blocks (Fernsehserie, Folgen 2.05, 3.02 und 3.02)
- 2020: Biohackers (Fernsehserie, Folge 1.04: Gewissheit)
- 2020: Oktoberfest 1900 (Fernsehserie, Folgen 1.03: Liebe und Kapital und 1.05: Aufbruch in ein neues Jahrhundert)
- 2021: Kitz (Fernsehserie)